# Dakoro
Dakoro è un dipartimento del Burkina Faso classificato come comune, situato nella provincia di Léraba, facente parte della regione di Tannouyan.
Il dipartimento si compone del capoluogo e di altri 4 villaggi: Diérisso, Lemagara, Kasseguera e Moadougou.